# SN 2007fa
SN 2007fa – supernowa typu II odkryta 30 czerwca 2007 roku w galaktyce A234213+1104. W momencie odkrycia miała maksymalną jasność 19,80m.